# Josef Silný
Josef Silný (né le 23 janvier 1902 à Kremsier ; mort le 15 mai 1981) est un footballeur tchécoslovaque qui joue au poste d'attaquant. 
Il fait partie de l'équipe de Tchécoslovaquie finaliste de la coupe du monde 1934.

## Clubs
- Hanácká Slavia Kroměříž
- Slavia Prague (1923-1926)  République tchèque
- Sparta Prague (1926-1933)  République tchèque
- SC Nîmes (1933-1934)  France
- Bohemians Prague (1934-1935)  République tchèque

## Équipe nationale
- 50 sélections et 28 buts avec l'équipe de Tchécoslovaquie entre 1925 et 1934[1]